# Massimiliano Zoggia
Massimiliano Zoggia (Torino, 7 novembre 1973) è un designer italiano.

## Biografia
Studia e si diploma in industrial design nel 1992 a Torino presso l'Istituto europeo di design. 
Nel 1994 inizia la sua attività di progettista, fondando il collettivo "Nucleo" con Piergiorgio Robino e Andrea Sanna: una delle sue prime opere è Angelica, un lampadario al neon fluorescente prodotto da Alt Lucialternative.
Nel 2001 disegna per Sabelt insieme a Jean Pierre Guenoun le prime sneakers derivate dalla Formula 1, presentate al Pitti Immagine dell'anno successivo.
Dal 2003 apre il "Supermaxistudio", dove disegna e collabora per la realizzazione di prodotti accessori per il gruppo Fiat; per Muvis nel 2005 disegna la lampada Anellum, oggetto presente nella collezione permanente del Museo del design di Calenzano, ed in seguito per la stessa azienda la lampada Ying Yang.
Lavora come art director per marchi industriali ed enti (tra cui l'Urban Center Metropolitano di Torino), è l'ideatore del marchio di materiali da rivestimento "Rezina" superfici contemporanee e del logo utilizzato per il Campionato mondiale di scherma 2006 svolto a Torino.
Nel 2011 disegna e produce Rishock un quadriciclo simile ad una bicicletta a pedalata assistita capace di trasportare quattro passeggeri e dotato di carrozzeria in tessuto.
Nel 2013 riceve l'assegnazione del celebre Milano Design Award per il progetto più sorprendente presente alla settimana del Design milanese dal titolo "What a Wonderful World" e realizzato per Samsung Electronics 